# Your Uncle Dudley
Your Uncle Dudley è un film del 1935 diretto da Eugene Forde e James Tinling.

## Produzione
Il film fu prodotto dalla Twentieth Century Fox Film Corporation. Venne girato ai 20th Century Fox Studios al 10201 di Pico Blvd., Century City (Los Angeles).

## Distribuzione
Distribuito dalla Twentieth Century Fox Film Corporation, il film uscì nelle sale cinematografiche USA il 14 novembre 1935.